# Bloody Riot (EP)
Bloody Riot è l'EP d'esordio del gruppo musicale hardcore punk romano Bloody Riot.

## Il singolo
Bloody Riot, stampato in formato 7" a 33 giri, è il primo disco autoprodotto a Roma. Il singolo è stato successivamente ristampato nella raccolta Disubbidisciti.

## Tracce
1. Bloody Riot
2. C.l.s.
3. No eroina
4. Naia de merda